# 잔루카 페소토
잔루카 페소토(이탈리아어: Gianluca Pessotto, 1970년 8월 11일, 이탈리아 라티사나 ~ )는 이탈리아의 은퇴한 축구 선수이자, 포지션은 풀백이었다. 그는 한때 유벤투스의 매니저를 담당했었다.

## 수상
토리노
- 1994-95 코파 이탈리아 우승
- 1995년 수페르코파 이탈리아나 우승

 유벤투스
- 세리에 A : 1996-97, 1997-98, 2001-02, 2002-03
- 세리에 A 준우승 : 1995-96, 1999-2000, 2000-01
- 코파 이탈리아 준우승 : 2001-02, 2003-04
- 수페르코파 이탈리아나 : 1997, 2002, 2003
- 수페르코파 이탈리아나 준우승 : 1998, 2005
- UEFA 챔피언스리그 : 1995-96
- UEFA 챔피언스리그 준우승 : 1996-97, 1997-98, 2002-03
- UEFA 슈퍼컵 : 1996
- UEFA 인터토토컵 : 1999
- 인터콘티넨털컵 : 1996

 이탈리아
- UEFA 유로 2000 준우승